# Římskokatolická farnost Býčkovice

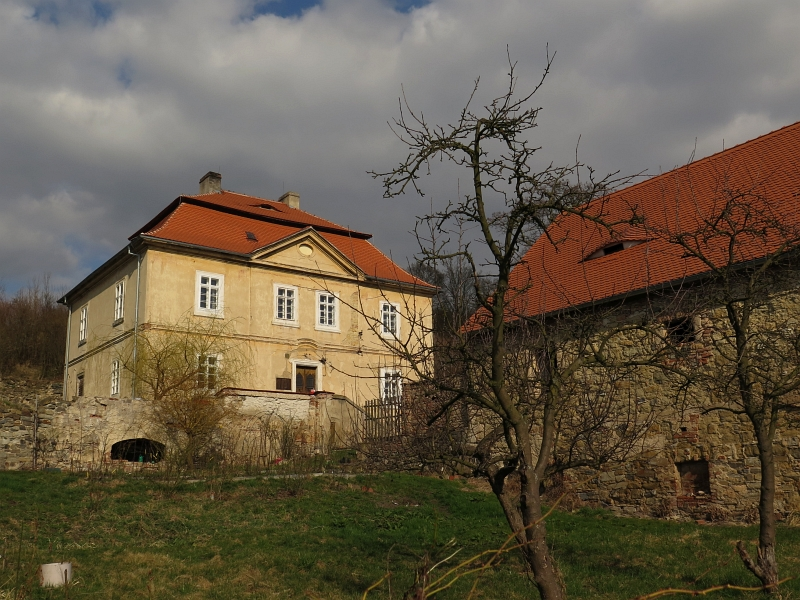
Bývalé sídlo farního úřadu (fara) v Býčkovicích

Římskokatolická farnost Býčkovice (lat. Pitschkovicium) je církevní správní jednotka sdružující římské katolíky na území obce Býčkovice a v jejím okolí. Organizačně spadá do litoměřického vikariátu, který je jedním z 10 vikariátů litoměřické diecéze.

## Historie farnosti
Nejstarší písemný doklad o lokalitě Býčkovice pochází z roku 1197. Ve 12. století patřily Býčkovice premonstrátům z Teplé. Od roku 1233 zde byla komenda Řádu německých rytířů. Po bitvě na Bílé Hoře zde byla obnovena fara. Matriky jsou vedeny od roku 1657.

### Duchovní správcové vedoucí farnost

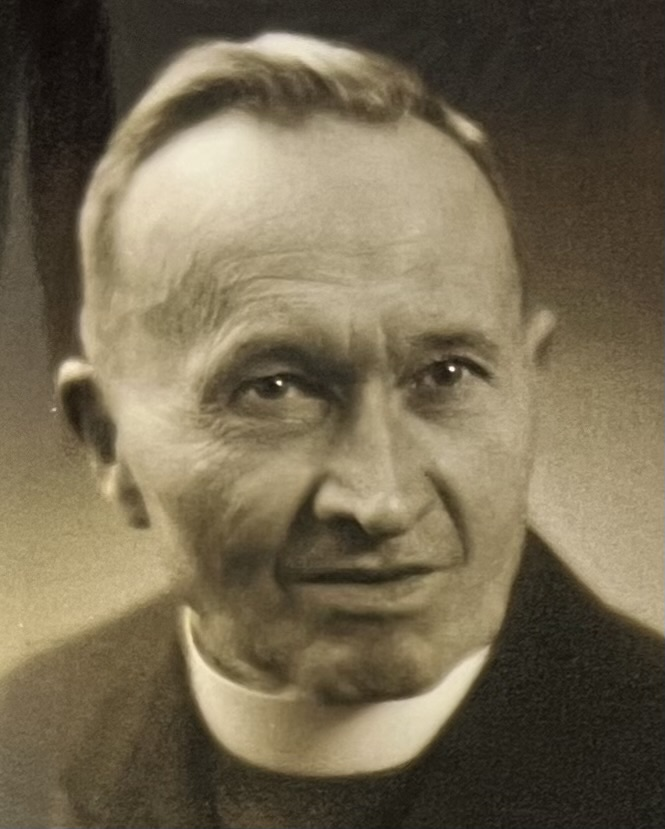
R.D. Ferdinand Jehlička, farář v letech 1916–1940

Začátek působnosti jmenovaného v duchovní správě farnosti od roku:
- před r. 1695 Jacobus Tegler
- 1716   Antonius Dominicus Berthold
- 1749   Joannes Franc. Bautsch, † 10. 1. 1764
- 1762   Ioann. Tobias Krumholtz, † 14. 7. 1770
- 1772   Laurent. Ioann. Knobloch, † 3. 9. 1781
- 1781   Anton. Wentzl
- 1802   Benno Benisch de Lauro, † 5. 3. 1820
- 1809   Andr. Pollinger, n. 10. 2. 1768 Planens. o. 4. 7. 1791
- 1831   par. vacat, cap. Phil. Wehle
- 1832   Vinc. Heller, n. 30. 1. 1803 Štětí, o. 2. 9. 1829, † 30. 5. 1833
- 1834   par. vacat, cap. Franc. Ehmig
- 1834   Jos. Pemsel, n. 22. 7. 1780 Stružnice, o. 23. 4. 1808, † 30. 5. 1839
- 1840   par. vacat, cap. Franc. Trnka
- 1842   Ign. Meissner, n. 30. 12. 1785 Zwickau, o. 24. 5. 1808, † 17. 9. 1864
- 1847   par. adm. Franc. Trnka, n. 20. 12. 1812 Břvany, o. 3. 8. 1837
- 1849   Anton. Glener, n. 1. 11. 1800 Naschav. o. 4. 9. 1827, † 29. 3. 1886
- 1851   Car. Hadrawa, n. 23. 2. 1798 Světlá, o. 24. 8. 1822
- 1855   par. vacat, admin. interim. Franc. Trnka
- 1856   Franc. Trnka, n. 20. 12. 1812 Weberschan, o. 3. 8. 1837, † 30. 3. 1882
- 1883   Wenc. Jebautzke, n. 1. 5. 1830 Oberřepsch, o. 25. 7. 1854, † 22. 8. 1901
- 1894   par. vacat, admin. int. Franc. Zikmund
- 1895  Franc. Zikmund, n. 29. 11. 1861 Hrdoňovic., o. 22. 5. 1887, + 10. 3. 1931
- 1915   par. vacat adm. interc. Augustin. Stannek, n. 27. 8. 1885, o. 16. 7. 1911
- 1916   Ferdinand Jehlička, n. 12. 10. 1869 Kvasejn, o. 25. 7. 1895
- k r. 1941 par. vacat adm. Eduard. Lang, n. 9. 1. 1909, o. 25. 6. 1933
- 1. 10. 1941  Franc. Knobloch, n. 11. 2. 1906 Niedereinsiedel, o. 29. 6. 1932, † 17. 12. 1979
- 20. 11. 1945  20. 11. 1945 František Šemík, n. 24. 9. 1917 Praha, o. 6. 6. 1943, † 16. 6. 2015 Železný Brod
- 8. 7. 1946  Alois Frajt
- 1. 11. 1946 Adaukt Alois Bubeník O.F.M.Cap., † 22. 3. 1990
- 9. 2. 1952   Bohumil Landsmann CSsR, n. 5. 2. 1916 Jestřebí, o. 29. 6. 1941, † 9. 10. 1984 Kadaň
- 1. 2. 1954 Milík Blahák
- 1. 6. 1954 Karel Kahoun, n. 15. 9. 1923, o. 29. 6. 1947, † 25. 11. 2006 Mladá Boleslav
- 1954   Václav Vosáhlo
- 1955   Ladislav Vybíral
- 1955   Jan Bečvář
- 1955   Karel Kahoun
- 1. 9. 1955 Josef Bouček
- 1. 10 . 1956 Josef Poul
- 1. 11. 1957 Štěpán Půček
- 1. 3. 1958 Václav Černý
- 15. 8. 1959 Jeroným Wenzel adm. exc. z Liběšic
- 22. 4. 1961 Ondřej Korvas CSsR, adm. exc. z Úštěka, n. 30. 11. 1905, o. 8. 9. 1929, † 10.2.1987 Úštěk
- 1. 8. 1976 Josef Batta adm. exc. z Úštěka
- 15. 11. 1977 Ondřej Korvas CSsR, adm. exc. z Úštěka
- 1. 10. 1987 Prokop Jan Bahník, O.P. adm. exc. z Úštěka, n. 18. 2. 1952, o. 26. 6. 1982
- 1. 11. 1989 Milan Matfiak adm.exc. z Úštěka
- 1. 8. 1991 Jaroslav Stříž, n. 16. 12. 1952, o. 25. 6. 1988, adm. exc. z Křešic[3]

Kromě kněží stojících v čele farnosti, působili ve farnosti v průběhu její historie i jiní kněží. Většinou pracovali jako farní vikáři, kaplani, katecheté, výpomocní duchovní aj.

## Území farnosti
Do farnosti náleží území těchto obcí:
- Býčkovice (Pitschkowitz[p 2])
- Dolní Nezly (Niedernösel[p 2])
- Dolní Řepčice (Nieder Repsch[p 2])
- Horní Nezly (Obernösel[p 2])
- Horní Řepčice (Ober Repsch[p 2])
- Chudoslavice (Kuteslawitz[p 2])
- Jeleč (Geltschhäuseln[p 2])
- Maškovice (Maschkowitz[p 2])
- Mladé (Mladey[p 2])
- Myštice (Michzen[p 2])
- Nová Vesnička (Neu Häusel[p 2])
- Nový Mlýnec (Neu Lenzel[p 2])
- Ploskovice (Ploschkowitz[p 2])
- Soběnice (Sobenitz[p 2])
- Těchobuzice (Techobusitz[p 2])
- Velký Újezd (Gross Aujezd[p 2])

## Římskokatolické sakrální stavby na území farnosti
| | Fotografie | Stavba                        | Místo            | Bohoslužby                      | Zeměpisné souřadnice             | Status                   | Číslo kulturní památky           |
| Kostel | Kostel     | Kostel                        | Kostel           | Kostel                          | Kostel                           | Kostel                   | Kostel                           |
| --- | ---------- | ----------------------------- | ---------------- | ------------------------------- | -------------------------------- | ------------------------ | -------------------------------- |
| 1. |            | Kostel sv. Petra a Pavla      | Soběnice         | bližší informace o bohoslužbách | 50°34′12″ s. š., 14°14′38″ v. d. | filiální kostel          | 42795/5-2306 (Pk•MIS•Sez•Obr•WD) |
| Kaple |            |                               |                  |                                 |                                  |                          |                                  |
| 2. |            | Kaple                         | Horní Řepčice    | bohoslužby příležitostně        | 50°33′24″ s. š., 14°15′7″ v. d.  | obecní kaple             | —                                |
| 3. |            | Kaple                         | Dolní Řepčice    | bohoslužby příležitostně        | 50°33′23″ s. š., 14°14′10″ v. d. | obecní kaple             | —                                |
| 4. |            | Kaple sv. Václava             | Zámek Ploskovice | —                               | 50°33′35″ s. š., 14°12′3″ v. d.  | zámecká oratoř (zaniklá) | 26694/5-2215 (Pk•MIS•Sez•Obr•WD) |
| Zaniklé objekty |            |                               |                  |                                 |                                  |                          |                                  |
| 5. |            | Kostel Povýšení svatého Kříže | Býčkovice        | nelze sloužit (zbořený kostel)  | 50°33′35″ s. š., 14°12′52″ v. d. | farní kostel             | —                                |
| Některé drobné sakrální stavby a pamětihodnosti lze dohledat zde v databázi Drobné sakrální památky Zaniklé sakrální stavby lze dohledat zde v databázi Poškozené a zničené kostely, kaple a synagogy v České republice |            |                               |                  |                                 |                                  |                          |                                  |

Ve farnosti se mohou nacházet i další drobné sakrální stavby, místa římskokatolického kultu a pamětihodnosti, které neobsahuje tato tabulka.

## Příslušnost k farnímu obvodu
Z důvodu efektivity duchovní správy byl vytvořen farní obvod (kolatura), jehož součástí je i farnost Býčkovice. Od 1. 8. 1991 je býčkovická farnost spravována excurrendo z farnosti Křešice.